# همنشین بد (فیلم ۱۹۸۶)
همنشین بد (اسپانیایی: Malayunta‎) یک فیلم است به کارگردانی خوزه سانتیسو که در سال ۱۹۸۶ منتشر شد.